# Lyndsie Fogarty
Pour les articles homonymes, voir Fogarty.
Lyndsie Fogarty (17 avril 1984 à Brisbane) est une kayakiste australienne pratiquant la course en ligne.